# لو (مناخ)
لو  Loo

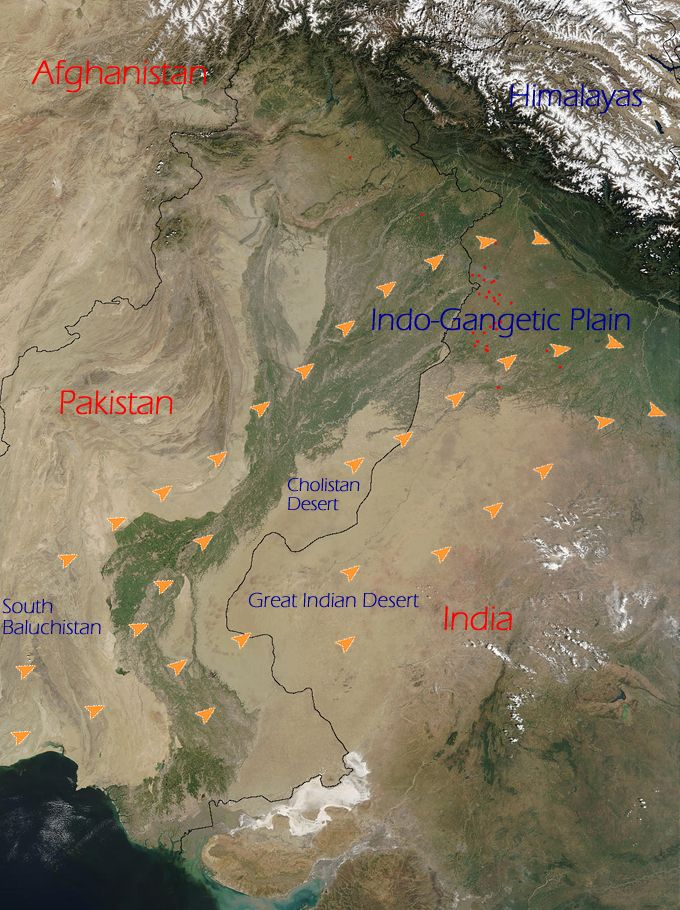

هو اسم محلي يطلق في الهند والباكستان على:
أ- موجات الحر الشديدة.
ب- الرياح الشديدة الحرارة والجفاف المحملة بالأتربة, والتي تهب لعدة أيام متواصلة.
المصدر: المعجم الجغرافي المناخي